# Edgar Wright
Edgar Howard Wright (Poole, 18 aprile 1974) è un regista, sceneggiatore e produttore cinematografico britannico.
È noto per aver diretto e collaborato alla sceneggiatura della Trilogia del Cornetto insieme a Simon Pegg.

## Biografia
Wright iniziò a dirigere i suoi film a 14 anni quando era alla Blue School di Wells, in Somerset (la sua città natale). A vent'anni girò la parodia di uno spaghetti-western, A Fistful of Fingers, che venne distribuita in vari cinema e trasmessa sul canale satellitare inglese di Sky Movies. Diresse in seguito diverse commedie televisive per la Paramount Comedy inglese, tra cui Asylum, durante la produzione della quale incontrò l'attore Simon Pegg e l'attrice Jessica Stevenson. Nel 1999 si unì a Pegg ed alla Stevenson per creare Spaced per Canale 4. Wright diede a Spaced un aspetto insolito nel genere sitcom, con inquadrature drammatiche e movimenti lenti che appartenevano al genere fantascientifico ed horror. Nel 2002 interpretò lo scienziato ed il tecnico Eddie Yorque durante la serie Look Around You, della BBC, che riciclava i membri del cast di Spaced tra cui Peter Serafinowicz.
Il successo di Spaced aprì la strada a Wright e Pegg che si trasferirono sul grande schermo nel 2004 con L'alba dei morti dementi, un film di zombi che mischiava elementi della commedia romantica ed elementi dei classici film horror. Il duo ha anche scritto un thriller d'azione, Hot Fuzz, diretto da Wright. Le riprese sono iniziate nel marzo 2006 ed il film è uscito nel febbraio 2007 in Inghilterra e nell'aprile dello stesso anno negli Stati Uniti. La trama del film ruota intorno al personaggio interpretato da Simon Pegg, Nicholas Angel, che si trasferisce da Londra al Gloucestershire, dove iniziano ad accadere strani eventi.
Nel 2007 Edgar Wright ha diretto il fake trailer Don't! contenuto nel film Grindhouse di Quentin Tarantino e Robert Rodriguez. Il trailer non consisteva di una trama, ma vedeva più che altro l'alternarsi di battute riguardanti i cliché del cinema horror (es. "Se tu...hai intenzione...di entrare...in...questa...casa...NON FARLO!"). 
Nel 2010 esce il quarto film di Wright, Scott Pilgrim vs. the World con Michael Cera e basato sul fumetto omonimo di Bryan Lee O'Malley. Negli anni il film è diventato un cult, ed è considerato uno dei migliori adattamenti cinematrografici di un'opera fumettistica.
Nel 2013 uscì La fine del mondo, il terzo e ultimo capitolo della trilogia. Le riprese iniziarono il 28 settembre 2012 e uscì il 19 giugno del 2013 in Inghilterra e nell'agosto dello stesso anno negli Stati Uniti. Basato su una storia che Wright ideò a ventun anni, il film tratta di un gruppo di amici liceali cresciuti che provano a ripercorrere un tour dei pub che fallirono a completare quando erano giovani, ma quando tornano nella loro vecchia città, si ritrovano nel bel mezzo di un'invasione aliena.
A fine maggio 2014 Wright abbandona la regia della trasposizione cinematografica del supereroe Marvel Ant-Man con uscita prevista nelle sale il 17 luglio 2015.
Nel 2017 Wright ha distribuito la sua commedia d'azione Baby Driver - Il genio della fuga, con Ansel Elgort, Kevin Spacey e Jamie Foxx. Wright ha espresso l'interesse di realizzare un seguito.
Il progetto successivo di Wright è Ultima notte a Soho, un film horror psicologico ispirato a pellicole come A Venezia... un dicembre rosso shocking di Nicolas Roeg e Repulsione di Roman Polanski, che vede nel cast Anya Taylor-Joy, Thomasin McKenzie, Matt Smith e Synnøve Karlsen.
Nel febbraio del 2021 viene annunciato che Wright dirigerà un nuovo adattamento del romanzo L'uomo in fuga di Stephen King (già adattato nel 1987 con L'implacabile). Prodotto dalla Paramount Pictures, il film è sceneggiato da Michael Bacall e dallo stesso Wright. Il ruolo del protagonista è affidato a Glen Powell, al suo fianco nel cast anche Colman Domingo, Josh Brolin, Lee Pace e Michale Cera, che torna a collaborare con il regista dopo Scott Pilgrim vs. the World. L'uscita italiana è prevista per il 6 novembre 2025.

## Filmografia

### Regista

#### Cinema
- A Fistful of Fingers (1995)

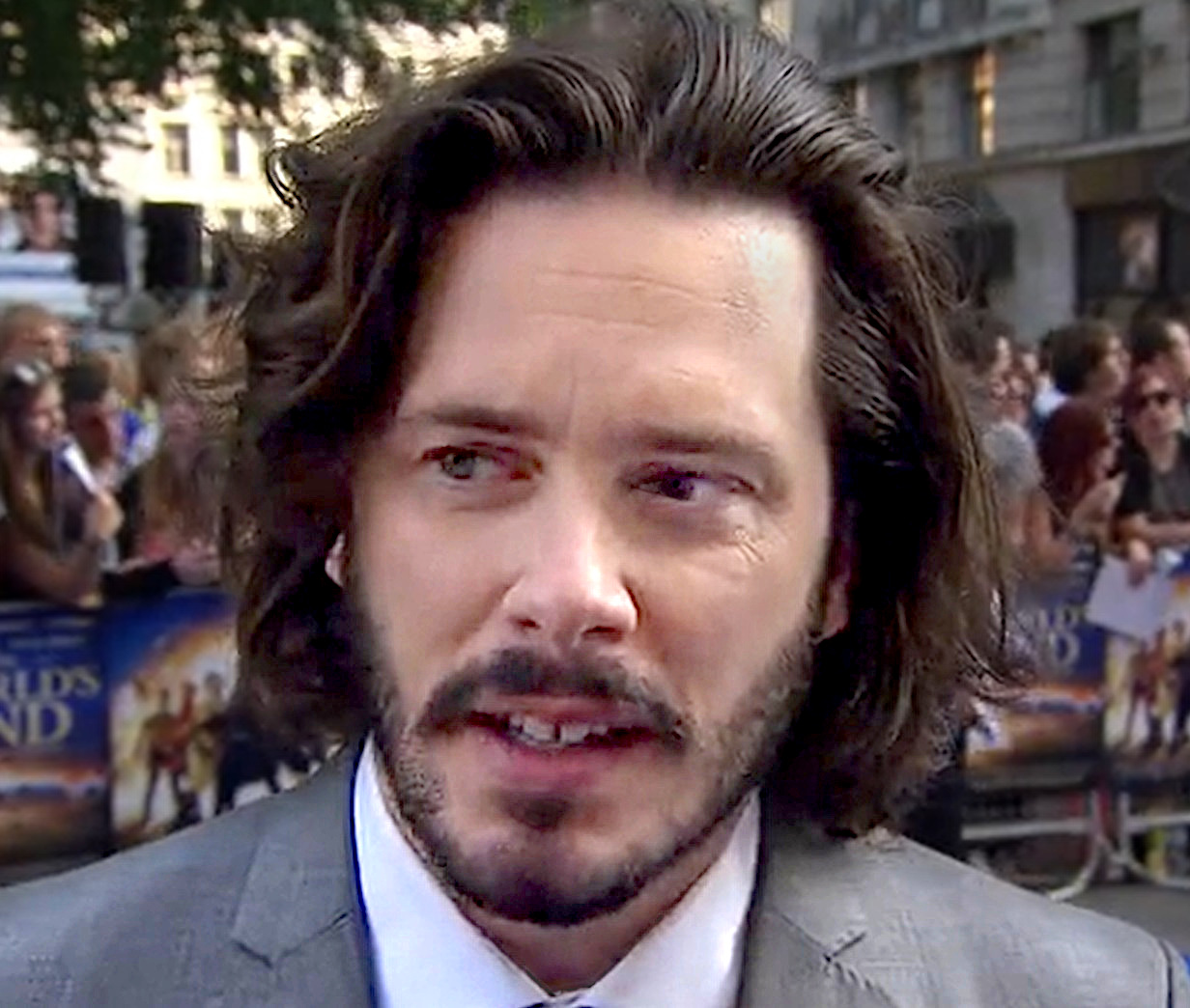
Wright alla première di La fine del mondo (2013)

- L'alba dei morti dementi (Shaun of the Dead) (2004)
- Hot Fuzz (2007)
- Scott Pilgrim vs. the World (2010)
- La fine del mondo (The World's End) (2013)
- Baby Driver - Il genio della fuga (Baby Driver) (2017)
- Ultima notte a Soho (Last Night in Soho) (2021)
- The Running Man (2025)

#### Televisione
- Mash and Peas - serie TV, 9 episodi (1996)
- Asylum - miniserie, 6 episodi (1996)
- Is It Bill Bailey? - miniserie, 6 episodi (1998)
- Alexei Sayle's Merry-Go-Round - serie TV, 6 episodi (1998)
- Murder Most Horrid - serie TV, 1 episodio (1999)
- Sir Bernard's Stately Homes - serie TV, 6 episodi (1999)
- Spaced - serie TV, 14 episodi (1999-2001)
- Straight 8 - film TV (2004)

#### Cortometraggi
- Dead Right (1993)
- Funky Pete (2004)
- Don't (2007)

#### Documentari
- The Sparks Brothers (2021)

#### Videoclip
- Keep the Home Fires Burning, The Bluetones (2000)
- Blue Song, Mint Royale (2002)
- Gust of Wind, Pharrell Williams (2014)
- Colors, Beck (2018)

### Sceneggiatore
- A Fistful of Fingers, regia di Edgar Wright (1995)
- L'alba dei morti dementi (Shaun of the Dead), regia di Edgar Wright (2004)
- Hot Fuzz, regia di Edgar Wright (2007)
- Scott Pilgrim vs. the World, regia di Edgar Wright (2010)
- Le avventure di Tintin - Il segreto dell'Unicorno (The Adventures of Tintin: The Secret of the Unicorn), regia di Steven Spielberg (2011)
- La fine del mondo (The World's End), regia di Edgar Wright (2013)
- Ant-Man, regia di Peyton Reed (2015)
- Baby Driver - Il genio della fuga (Baby Driver), regia di Edgar Wright (2017)
- Ultima notte a Soho (Last Night in Soho), regia di Edgar Wright (2021)
- The Running Man, regia di Edgar Wright (2025)

### Produttore
- A Fistful of Fingers, regia di Edgar Wright (1995)
- Scott Pilgrim vs. the World, regia di Edgar Wright (2010)
- Attack the Block - Invasione aliena (Attack the Block), regia di Joe Cornish (2011)
- Killer in viaggio (Sightseers), regia di Ben Wheatley (2012)
- La fine del mondo (The World's End), regia di Edgar Wright (2013)
- Ultima notte a Soho (Last Night in Soho), regia di Edgar Wright (2021)
- Scott Pilgrim - La serie (Scott Pilgrim Takes Off) - serie animata (2023) - produttore esecutivo
- The Running Man, regia di Edgar Wright (2025)

### Attore
- La terra dei morti viventi (Land of the Dead), regia di George A. Romero (2005) - cameo
- Guida galattica per autostoppisti (The Hitchhiker's Guide to the Galaxy), regia di Garth Jennings (2005) - cameo
- Son of Rambow - Il figlio di Rambo (Son of Rambow), regia di Garth Jennings (2007) - cameo

## Riconoscimenti
- Annie Award
  - 2012 – Candidatura per la miglior sceneggiatura in un film d'animazione per Le avventure di Tintin - Il segreto dell'Unicorno

- British Academy Film Awards
  - 2005 – Candidatura per il miglior film britannico per L'alba dei morti dementi
  - 2022 – Candidatura per il miglior film britannico per Ultima notte a Soho

- British Independent Film Awards
  - 2004 – Miglior sceneggiatura per L'alba dei morti dementi

- Empire Awards
  - 2005 – Candidatura per il miglior regista britannico per L'alba dei morti dementi
  - 2008 – Candidatura per il miglior regista per Hot Fuzz
  - 2011 – Miglior regista per Scott Pilgrim vs. the World
  - 2011 – Inspiration Award
  - 2014 – Candidatura per il miglior regista per La fine del mondo
  - 2018 – Candidatura per il miglior regista per Baby Driver - Il genio della fuga
  - 2018 – Visionary Award

- Grammy Award
  - 2018 – Candidatura per la miglior compilation per media visuali per Baby Driver – il genio della fuga

- Satellite Award
  - 2010 – Candidatura per la migliore sceneggiatura non originale per Scott Pilgrim vs. the World
  - 2011 – Candidatura per la migliore sceneggiatura non originale per Le avventure di Tintin – Il segreto dell'Unicorno